# Camønoen
Camønoen er en vandrerute på ca. 175 km, der går gennem Møn, Bogø og Nyord i Vordingborg Kommune. Ruten blev etableret i 2016 som et samarbejde mellem Vordingborg Kommune, lokale ildsjæle og turistaktører, og den markedsføres som “Danmarks venligste vandrerute”. Camønoen er inspireret af internationale langdistanceruter som Camino de Santiago og forbinder øernes natur- og kulturarv gennem et netværk af stier, veje og kyststrækninger.

## Historie og baggrund
Camønoen blev til som et led i en strategi for at tiltrække flere besøgende til Møn og styrke bæredygtig turisme. Projektet samlede både private lodsejere, museer, overnatningssteder og naturorganisationer, der gav adgang til stier og lokaliteter, som tidligere kun var kendt af lokale. Ruten blev officielt åbnet i juni 2016, og siden da har tusindvis af vandrere årligt benyttet den.
Særligt under coronaviruspandemien oplevede vandreruten stor interesse.

## Rute og oplevelser
Camønoen er opdelt i 10 etaper, der typisk kan gennemføres på én dag. Ruten går gennem markante natur- og kulturområder som Møns Klint, Klintholm Havn, Fanefjord Kirke, Nyords fuglereservat og det historiske centrum af Stege. Vandrerne kan overnatte i shelters, på campingpladser, kroer eller private bed & breakfast-steder langs ruten.

## Betydning for lokalområdet
Siden åbningen har Camønoen bidraget til at øge overnatningstal, omsætning hos lokale erhvervsdrivende og kendskabet til Møns natur- og kulturarv. Den har også inspireret til lokale events, fællestur-arrangementer og formidlingsprojekter, der inddrager både fastboende og turister.

## Anerkendelse og priser
Camønoen har modtaget betydelig positiv opmærksomhed som et innovativt turismeinitiativ. I 2016 blev ruten hædret som Årets Bedste Turismeinitiativ af region SydkystDanmark, som omfatter kommunerne Faxe, Stevns, Vordingborg og Næstved. I begrundelsen fremhævede juryen, at Camønoen – gennem professionel ledelse og en stor frivillig indsats – havde formået at inddrage lokalsamfundet og skabe samarbejder, der har gavnet mange lokale erhverv.
Camønoen blev desuden nomineret til Artbeat Særprisen i 2017, en påskønnelse af kreative, originale tiltag inden for kultur og turisme.
Siden sin åbning i 2016 har Camønoen opbygget et stærkt ry som "Kongerigets venligste vandrerute", navnlig baseret på ruteformidlingens inkluderende tilgang, skilteorientering, og det tætte samarbejde med lokale ildsjæle, overnatningssteder og serviceudbydere.

## Galleri
- Jydelejet Store Klinteskov
- Møns Klint
- Mølleporten i Stege
- Nyord er en del af Camønoen
- Ruten går over Bogø
- Fanefjord Kirke er én af de kirker, som ruten besøger